# شاندراجوبتا الثاني
شاندراجوبتا الثاني Chandragupta II، المعروف أيضًا باسمه Vikramaditya ، كان واحدًا من أقوى أباطرة إمبراطورية جوبتا في شمال الهند.
واصل Chandragupta السياسة التوسعية لوالده Samudragupta: تشير الأدلة التاريخية إلى أنه هزم Kshatrapas الغربية ، ووسع إمبراطورية Gupta من نهر Indus في الغرب إلى منطقة البنغال في الشرق ، ومن سفوح جبال الهيمالايا في الشمال إلى نهر نارمادا في الجنوب. كانت ابنته Prabhavatigupta ملكة من مملكة فاكاتاكا الجنوبية ، وربما كان له تأثير في إقليم فاكاتاكا خلال فترة وصايتها.
بلغت إمبراطورية جوبتا أوجها خلال حكم Chandragupta. يقترح الحاج الصيني فاكسيان ، الذي زار الهند في عهده ، أنه حكم مملكة مسالمة ومزدهرة. من المحتمل أن يعتمد الشكل الأسطوري لفيكراماديتيا على Chandragupta II (من بين ملوك آخرين) ، وقد يكون الشاعر السنسكريتي الشهير كاليداسا شاعر بلاطه.